# The Bootleg Series Volumes 1-3 (Rare & Unreleased) 1961-1991
| Recensione       | Giudizio   |
| ---------------- | ---------- |
| Allmusic         | [ 3 ]      |
| Robert Christgau | [ 4 ]      |
| Rolling Stone    | [ 5 ]      |
| Stereophile      | Favorevole |
| Onda Rock        | [ 7 ]      |

The Bootleg Series Volumes 1–3 (Rare & Unreleased) 1961–1991 è un cofanetto raccolta di inediti e versioni alternative di canzoni di Bob Dylan. Pubblicato nel marzo del 1991 per soddisfare l'enorme richiesta da parte dei fan di materiale inedito di Dylan, già apparso in passato in numerosi bootleg non ufficiali, contiene rarità e lavori totalmente inediti del periodo 1962 - 1989.
The Bootleg Series Volumes 1–3 (Rare & Unreleased) 1961–1991 divenne disco d'oro negli Stati Uniti, raggiungendo la posizione numero 49 in classifica, e raggiunse la posizione numero 32 in Gran Bretagna.

## Descrizione
The Bootleg Series Volumes 1–3 contiene rarità e brani inediti tratti dalle sessioni per l'album di debutto di Dylan del 1962 fino ad arrivare a Oh Mercy del 1989. Delle 58 tracce totali, 45 sono outtake da sala di registrazione; delle rimanenti 13 tracce, una è un outtake delle sessioni per il singolo George Jackson del 1971, due sono tratte dai "Basement Tapes" del 1967, cinque sono esecuzioni dal vivo, e cinque nastri demo.
A seconda dei formati, il materiale è distribuito su tre compact disc, cinque LP, o tre musicassette. Nel caso delle versioni in CD e cassetta, ciascun volume è numerato da 1 a 3.
Una versione rimasterizzata è stata distribuita il 19 agosto 1997 dalla Legacy Recordings.

## Tracce
- Tutti i brani sono opera di Bob Dylan, eccetto dove indicato.

### Disco 1
1. Hard Times in New York Town – (22 dicembre 1961); The "Minnesota Hotel Tape" - nastro casalingo registrato da Tony Glover
2. He Was a Friend of Mine – (20 novembre 1961); Bob Dylan outtake; (trad.)
3. Man on the Street – (22 novembre 1961); Bob Dylan outtake
4. No More Auction Block – (ottobre 1962); Live al Gaslight Cafe, Greenwich Village; (trad.)
5. House Carpenter – (22 novembre 1961) Bob Dylan outtake; (trad.)
6. Talkin' Bear Mountain Picnic Massacre Blues – (25 aprile 1962) The Freewheelin' Bob Dylan outtake
7. Let Me Die In My Footsteps – (25 aprile 1962) The Freewheelin' Bob Dylan outtake
8. Rambling, Gambling Willie – (24 aprile 1962) The Freewheelin' Bob Dylan outtake
9. Talkin' Hava Negeilah Blues – (25 aprile 1962) The Freewheelin' Bob Dylan outtake
10. Quit Your Low Down Ways – (9 luglio 1962) The Freewheelin' Bob Dylan outtake
11. Worried Blues – (9 luglio 1962) The Freewheelin' Bob Dylan outtake; (trad.)
12. Kingsport Town – (14 novembre 1962) The Freewheelin' Bob Dylan outtake; (trad.)
13. Walkin' Down the Line – (1963) Demo pubblicitario per la Witmark Music Publishing Company
14. Walls of Red Wing – (24 aprile 1963) The Freewheelin' Bob Dylan outtake
15. Paths of Victory – (12 agosto 1963) The Times They Are A-Changin' outtake
16. Talkin' John Birch Paranoid Blues – (26 ottobre 1963) Live alla Carnegie Hall
17. Who Killed Davey Moore – (26 ottobre 1963) Live alla Carnegie Hall
18. Only a Hobo – (12 agosto 1963) The Times They Are A-Changin' outtake, presa in considerazione per essere inclusa in Greatest Hits Vol. II
19. Moonshiner – (12 agosto 1963) The Times They Are A-Changin' outtake; (trad.)
20. When the Ship Comes In – (1963) Demo per la Witmark Music Publishing Company
21. The Times They Are A-Changin' – (1963) Demo per la Witmark Music Publishing Company
22. Last Thoughts on Woody Guthrie – (12 aprile 1963) Poema recitato dal vivo in concerto alla Town Hall

### Disco 2
1. Seven Curses – (6 agosto 1963) The Times They Are A-Changin' outtake
2. Eternal Circle – (24 ottobre 1963) The Times They Are A-Changin' outtake
3. Suze (The Cough Song) – (24 ottobre 1963) The Times They Are A-Changin' outtake
4. Mama, You Been on My Mind – (9 giugno 1964) Another Side of Bob Dylan outtake
5. Farewell, Angelina – (13 gennaio 1965) Bringing It All Back Home outtake
6. Subterranean Homesick Blues – (13 gennaio 1965) Bringing It All Back Home - Versione alternativa (versione acustica)
7. If You Gotta Go, Go Now – (15 gennaio 1965) Bringing It All Back Home outtake
8. Sitting on a Barbed Wire Fence – (15 giugno 1965) Highway 61 Revisited outtake
9. Like a Rolling Stone – (15 giugno 1965) Prova in studio, versione corta originale in tempo 3/4 valzer
10. It Takes a Lot to Laugh, It Takes a Train to Cry – (15 giugno 1965) Highway 61 Revisited Versione alternativa
11. I'll Keep It with Mine – (27 gennaio 1966) Prova in studio
12. She's Your Lover Now – (21 gennaio 1966) Blonde on Blonde outtake
13. I Shall Be Released – (1967) Registrazione dei The Basement Tapes
14. Santa-Fe – (1967) Registrazione dei The Basement Tapes
15. If Not for You – (1º maggio 1970) New Morning Versione alternativa
16. Wallflower – (4 novembre 1971) Inedita in precedenza
17. Nobody 'Cept You – (2 novembre 1973) Planet Waves outtake
18. Tangled Up in Blue – (16 settembre 1974) Blood on the Tracks Versione alternativa
19. Call Letter Blues – (16 settembre 1974) Blood on the Tracks outtake
20. Idiot Wind – (19 settembre 1974) Blood on the Tracks Versione alternativa

### Disco 3
1. If You See Her, Say Hello – (16 settembre 1974) Blood on the Tracks - Versione alternativa
2. Golden Loom – (30 luglio 1975) Desire outtake
3. Catfish (Dylan, Levy) – (28 luglio 1975) Desire outtake
4. Seven Days – (21 aprile 1976) Live performance, Tampa, Florida
5. Ye Shall Be Changed – (2 maggio 1979) Slow Train Coming outtake
6. Every Grain of Sand – (23 settembre 1980) Demo pubblicitario per la Special Rider Music
7. You Changed My Life – (23 aprile 1981) Shot of Love outtake
8. Need a Woman – (4 maggio 1981) Shot of Love outtake
9. Angelina – (4 maggio 1981) Shot of Love outtake
10. Someone's Got a Hold of My Heart – (25 aprile 1983) - Versione iniziale di Tight Connection to My Heart dall'album Empire Burlesque
11. Tell Me – (21 aprile 1983) Infidels outtake
12. Lord Protect My Child – (3 maggio 1983) Infidels outtake
13. Foot of Pride – (25 aprile 1983) Infidels outtake
14. Blind Willie McTell – (5 maggio 1983) Infidels outtake
15. When the Night Comes Falling from the Sky – (19 febbraio 1985) Empire Burlesque - Versione alternativa
16. Series of Dreams – (23 marzo 1989) Oh Mercy outtake

## Formazione
- Bob Dylan – Chitarra, armonica, pianoforte, arrangiamenti, voce, produzione
- Josh Abbey – Missaggi audio
- Howard Alk – Fotografie
- Joe Alper – Fotografie
- Vic Anesini – Masterizzazione
- Christopher Austopchuk – Direzione artistica
- Jim Ball – Missaggi audio
- John Bauldie – Note
- Barry Beckett – Tastiere, produzione
- Steven Berkowitz – Produzione, coordinamento, marketing
- Roy Bittan – Tastiere
- Mike Bloomfield – Chitarra
- Russell Bridges – Basso
- Harvey Brooks – Basso
- Charlie Brown – Chitarra
- Tony Brown – Basso
- Gary Burke – Conga
- T Bone Burnett – Chitarra
- Kenneth A. Buttrey – Batteria
- Rick Chertoff – Remissaggi, A&R
- Alan Clark – Organo, Tastiere
- John Cohen – Fotografie
- Roddy Colonna – Batteria
- Dick Cooper – Fotografie
- Richard Crooks – Batteria
- Charlie Daniels – Basso
- Rick Danko – Basso, voce
- Carolyn Dennis – Voce (cori)
- Don DeVito – Produzione, A&R
- Rick DiFonzo – Chitarra
- Tim Drummond – Basso
- Tom Drummond – Basso
- Sly Dunbar – Batteria
- Erik Frandsen – Chitarra (Steel), chitarra Slide
- Glenn Fukunaga – Basso
- Full Force – Voce (cori)
- Michael Gallelli – A&R
- Tim Geelan – Missaggi audio
- Al Gorgone – Chitarra
- Al Gorgoni – Chitarra
- Robert Grabowski – Arrangementi in studio
- Bobby Gregg – Batteria
- Paul Griffen – tastiere
- Paul Griffin – pianoforte, batteria, tastiere
- John P. Hammond – produzione
- John Hammond – produzione
- Emmylou Harris – voce (cori)
- George Harrison – chitarra
- Regina Havis – voce (cori)
- Levon Helm – batteria, voce
- Garth Hudson – organo
- Don Hunstein – Fotografie, foto di copertina
- Bob Johnson – produzione
- Bob Johnston – produzione
- Kathi – Assistente di produzione
- Ben Keith – Pedal Steel
- Jim Keltner – batteria
- Clydie King – voce (cori)
- Mark Knopfler – chitarra, produzione
- Sanford Konikoff – batteria
- Al Kooper – organo
- Barry Kornfeld – chitarra
- Danny Kortchmar – chitarra
- Russ Kunkel – batteria
- Daniel Lanois – basso, chitarra, percussioni, chitarra (12 corde), produzione
- Diane Lapson – Assistente di produzione
- Nicky Lindeman – direzione artistica
- Little Steven & the Disciples of Soul – chitarra
- Joseph Macho, Jr. – basso
- Joseph Macho – basso
- David Mansfield – mandolino
- Richard Manuel – pianoforte, voce
- Vickie Mathis – Assistente di produzione
- Tom McFaul – tastiere
- Bob Neuwirth – chitarra
- Chuck Plotkin – produzione
- Kenny Rankin – chitarra
- Morgan Renard – Fotografie
- Steve Ripley – chitarra
- Scarlet Rivera – violino
- Robbie Robertson – chitarra
- Mick Ronson – chitarra
- Jeff Rosen – produzione
- Mason Ruffner – chitarra
- Robbie Shakespeare – basso
- Len Siegler – Fotografie
- Steven Soles – chitarra
- Rob Stoner – basso
- Sugar Blue – armonica
- Fred Tackett – chitarra
- Mick Taylor – chitarra
- Benmont Tench – organo
- Jennifer Warnes – voce (cori)
- Eric Weissberg – chitarra
- Jerry Wexler – produzione
- Bill Whitman – Remissaggio
- Mark Wilder – Masterizzazione digitale
- Tom Wilson – produzione
- Pick Withers – batteria
- Peter Wood – tastiere
- Howie Wyeth – batteria